# Molophilus abitus
Molophilus abitus là một loài ruồi trong họ Limoniidae. Chúng phân bố ở miền Australasia.